# Tractat d'Altranstädt (1706)
per a la convenció entre Carles XII i Josep I, quant als protestants de Silèsia, vegeu Tractat d'Altranstädt (1707).
El Tractat d'Altranstädt es conclogué entre Carles XII de Suècia i Frederic August I de Saxònia el 24 de setembre (C.G.) de 1706, durant la Gran Guerra del Nord. Augusts hagué de renunciar a les seves reclamacions al Tron polonès i la seva aliança amb Rússia.

## Rerefons
En benefici de Carles XII de Suècia, que havia ocupat gran part de la Confederació de Polònia i Lituània durant la Gran Guerra del Nord, Estanislau Leszczyński fou coronat rei de Polònia el 4 d'octubre de 1705. Una facció de la confederació, organitzada en la Confederació de Sandomierz, romangué lleial a l'elector de Sacònia August II el Fort, rei polonès des de 1697 i aliat, contra Carles XII, amb el Tsar rus Pere I de Rússia.
Un intent aliat de recobrar el control de Polònia-Lituània, fou frustrat per Carles XII a la Batalla de Grodno i per Carl Gustav Rehnskiöld a la batalla de Fraustadt, ambdues durant els primers mesos de 1706. Com a conseqüència de Fraustadt, l'Electorat de Saxònia restà virtualment indefens, i quan Carles XII combinà les seves forces amb Rehskiöld, i avançaren a través de Silèsia per ocupar-lo, no trobà cap resistència.

## Termes

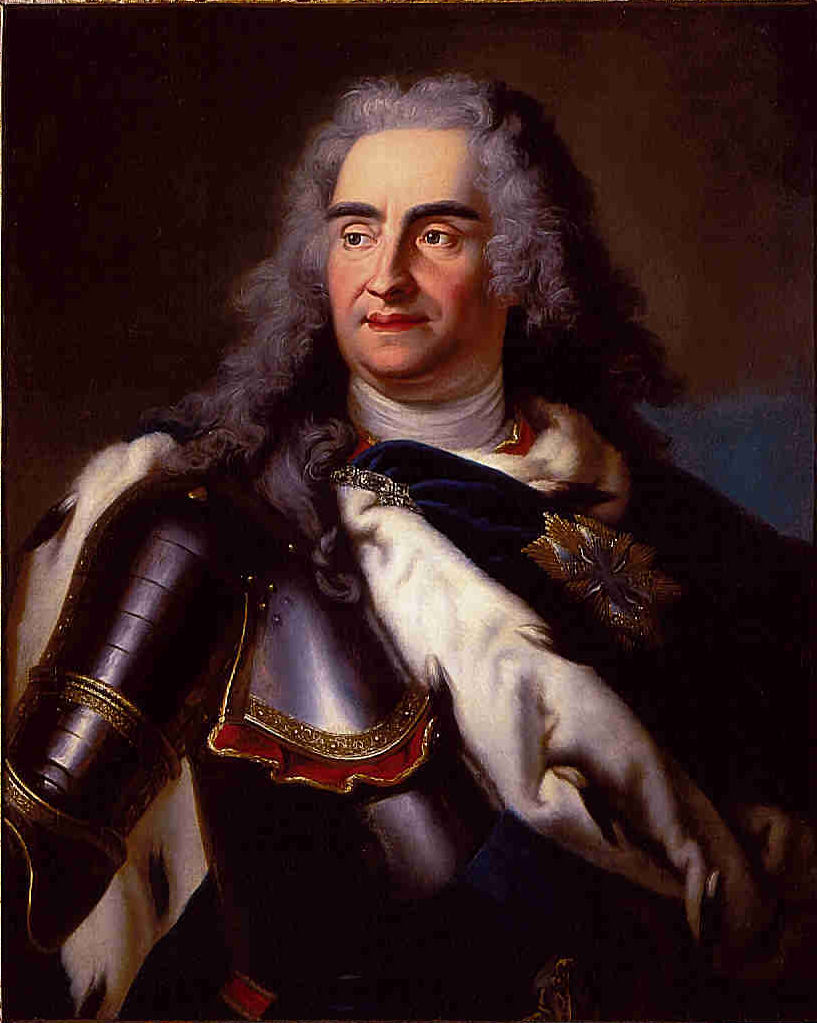
Frederic August I de Saxònia

August II el Fort feu la pau amb l'Imperi Suec. Renuncià a les seves reclamacions a la Corona polonesa, acceptà Estanislau Leszczyński com a rei polonès.
L'aliança d'August amb Rússia, formalitzada al Tractat de Preobrazhenskoye i al Tractat de Narva, es declarà nul·la. Tots els russos sota la comandament d'August foren lliurats als suecs com presos. Johann Patkul fou declarat criminal i, de la mateixa manera, fou portat sota custòdia sueca. El tractat fou conclòs el secret.

## Conseqüències
Johann Patkul fou executat. Quan Pere I de Rússia conegué el tractat, se sentí decebut. Els seus diplomàtics, tanmateix conscients de la possibilitat d'una pau separada entre Saxònia i Suècia, de fet portaven negociant una pau separada per a Rússia des de 1703, havien estat incapaços d'intervenir-hi. A més, Pere havia considerat August no només com un aliat, sinó com un amic de confiança. Amb August destronat, Perer va oferir, l'encara per conquerit tron polonès, al príncep rebel hongarès Francis II Rákóczi, al general britànic Duc de Marlborough, al polonès Jakub Sobieski, al comandant savoià al servei dels Habsburg Eugeni de Savoia, i a d'altres.
A la Confederació de Polònia i Lituània, el tractat havia millorat la posició d'Estanislau Leszczyński. Posteriorment guanyà la lleialtat de part de l'aristocràcia menor.
August el Fort fou restaurat com a rei polonès i es refeu l'aliança amb Rússia al Tractat de Thorn (1709), gràcies a la victòria de Pere el Gran sobre Carles XII a la batalla de Poltava.